# Nyssia hillfritschi
Nyssia hillfritschi är en fjärilsart som beskrevs av Volker. Nyssia hillfritschi ingår i släktet Nyssia och familjen mätare. Inga underarter finns listade i Catalogue of Life.